# Borina
Borina je naseljeno mjesto u općini Kiseljak, Federacija Bosne i Hercegovine, BiH.

## Stanovništvo

### 1991.
Nacionalni sastav stanovništva 1991. godine, bio je sljedeći:
ukupno: 379
- Hrvati - 355
- Srbi - 2
- Muslimani - 1
- Jugoslaveni - 5
- ostali, neopredijeljeni i nepoznato - 16

### 2013.
Nacionalni sastav stanovništva 2013. godine, bio je sljedeći:
ukupno: 520
- Hrvati - 382
- Bošnjaci - 130
- Srbi - 4
- ostali, neopredijeljeni i nepoznato - 4